# Призрачная нить
«Призрачная нить» (англ. Phantom Thread) — американский исторический драматический фильм режиссёра и сценариста Пола Томаса Андерсона. В главных ролях Дэниел Дэй-Льюис, Лесли Мэнвилл и Вики Крипс. Мировая премьера фильма состоялась 11 декабря 2017 года, в России 15 февраля 2018 года. Этот фильм стал последней ролью Дэниела Дэй-Льюиса перед его уходом из профессии. Его перевоплощение было отмечено номинациями на премии «Оскар», BAFTA, «Золотой глобус» и «Выбор критиков» в категории «Лучший актёр». Вторая совместная работа Дэй-Льюиса и Андерсона (после драматического эпоса «Нефть») и четвёртая совместная работа Андерсона и Джонни Гринвуда.

## Сюжет
В 1950-х годах в Лондоне известный английский модельер Рейнольдс Вудкок (Дэниэл Дэй-Льюис) создает платья для членов высшего общества. Вудкок — перфекционист, навязчиво стремящийся всё контролировать. Его сестра Сирил (Лесли Мэнвилл) является управляющей Дома Моды своего брата и оказывает значительное влияние на его жизнь. Суеверного Рейнольдса преследует смерть их матери, и он часто вставляет скрытые стежки в подкладки платьев, которые он изготовляет.
После разработки нового платья для уважаемой клиентки, графини Генриетты Хардинг (Джина Макки), Рейнольдс посещает ресторан, где интересуется иностранной официанткой Альмой Элсон (Вики Крипс). Он просит её поужинать с ним, и та соглашается. Их отношения развиваются и пара начинает жить вместе. Альма становится моделью, музой и любовницей Рейнольдса. Сначала Сирил не доверяет Альме, но затем начинает уважать её своеволие и решимость.
Сначала Альме нравится быть частью работы Рейнольдса, но он отчужден, слишком привередлив и ему трудно угодить. Они начинают ссориться. Когда Альма пытается показать свою любовь к Рейнольдсу, готовя романтический ужин на двоих, он внезапно выходит из себя, говоря, что не потерпит отклонений от рутины, которую он так усердно вырабатывал. Альма мстит, отравляя чай Рейнольдса дикими грибами, собранными возле его загородного дома. Когда Рейнольдс готовит свадебное платье для бельгийской принцессы, он падает, повреждая платье и заставляя своих сотрудников работать всю ночь, чтобы восстановить его. Он тяжело заболевает и видит свою мать в галлюцинациях. Альма ухаживает за ним. Рейнольдс делает ей предложение, она соглашается.
После короткого медового месяца Рейнольдс и Альма вскоре снова начинают ссориться. Сирил рассказывает, что графиня теперь является клиентом в конкурирующем Доме Моды, и намекает, что его классический дизайн стал выглядеть устаревшими. Поскольку Рейнольдс чувствует, что его работа страдает, он приходит к выводу, что, возможно, пришло время расстаться с Альмой, которая подслушивает разговор. Вернувшись в загородный дом, Альма готовит Рейнольдсу отравленный омлет. Пока он ест первый кусок, она сообщает, что хочет, чтобы Рейнольдс был слабым и уязвимым и чтобы только она заботилась о нём. Рейнольдс глотает омлет и говорит Альме поцеловать его, пока он не заболел. Рейнольдс намекает, что понял — и согласился — на её хитрость. Пока Рейнольдс болеет, Альма представляет их будущее с детьми, богатую светскую жизнь и себя в качестве партнера по бизнесу. Она допускает, что впереди могут быть проблемы, но их любовь и новая договоренность помогут преодолеть их.

## В ролях
- Дэниэл Дэй-Льюис — Рейнольдс Джеремайя Вудкок[11]
- Лесли Мэнвилл — Сирил Вудкок[12]
- Вики Крипс — Альма[12]
- Джина Макки — графиня Генриетта Хардинг
- Гарриет Сэнсом Харрис — Барбара Роуз
- Филипп Фрэнкс — Питер Мартин
- Ричард Грэм — Джордж Райли[13]

## Производство
Основные съёмки фильма начались в конце января 2017 года в Англии. Съемки проходили в поместье Оулпен в Котсуолд-Хилс и в лондонском районе Фицровия, на Фицрой-сквер и в Графтон-Мьюс. Съемки также проходили в гранд-отеле Giessbach (Бриенц, Швейцария), на Бриенцском озере и горе Бриенц-Ротхорн. Вечеринка в канун Нового года снималась в бальном зале Blackpool Tower с участием около 500 артистов второго плана.

## Награды и номинации
- 2017 — премия Национального совета кинокритиков США за лучший оригинальный сценарий (Пол Томас Андерсон), а также попадание в список лучших фильмов года.
- 2018 — премия «Оскар» за лучший дизайн костюмов (Марк Бриджес), а также 5 номинаций: лучший фильм, лучшая режиссура (Пол Томас Андерсон), лучшая мужская роль (Дэниэл Дэй-Льюис), лучшая женская роль второго плана (Лесли Мэнвилл), лучшая оригинальная музыка (Джонни Гринвуд).
- 2018 — две номинации на премию «Золотой глобус» за лучшую мужскую роль в драматическом фильме (Дэниэл Дэй-Льюис) и за лучшую оригинальную музыку (Джонни Гринвуд).
- 2018 — премия BAFTA за лучший дизайн костюмов (Марк Бриджес), а также 3 номинации: лучшая мужская роль (Дэниэл Дэй-Льюис), лучшая женская роль второго плана (Лесли Мэнвилл), лучшая оригинальная музыка (Джонни Гринвуд).
- 2018 — премия «Спутник» за лучший дизайн костюмов (Марк Бриджес), а также две номинации: лучшая мужская роль (Дэниэл Дэй-Льюис), лучшая работа художника-постановщика.
- 2018 — приз ФИПРЕССИ за лучший фильм года на кинофестивале в Сан-Себастьяне.
- 2018 — третье место в списке лучших фильмов года по версии журнала «Cahiers du Cinéma».
- 2018 — премия Лондонского кружка кинокритиков за лучшую женскую роль второго плана (Лесли Мэнвилл), а также 5 номинаций: лучший фильм, лучший сценарий (Пол Томас Андерсон), лучшая мужская роль (Дэниэл Дэй-Льюис), лучший британский или ирландский актёр (Дэниэл Дэй-Льюис), лучшее техническое достижение (Марк Бриджес за костюмы).
- 2018 — пять номинаций на премию Национального общества кинокритиков США: лучший фильм, лучшая режиссура (Пол Томас Андерсон), лучший сценарий (Пол Томас Андерсон), лучшая мужская роль (Дэниэл Дэй-Льюис), лучшая женская роль второго плана (Лесли Мэнвилл).
- 2018 — номинация на премию «Золотая лягушка» фестиваля операторского искусства «Camerimage (Пол Томас Андерсон).
- 2019 — номинация на премию «Давид ди Донателло» за лучший иностранный фильм.
- 2019 — номинация на премию «Гойя» за лучший европейский фильм.